# Франсуа ван дер Ельст
Франсуа ван дер Ельст (фр. François Van der Elst; 1 грудня 1954, Локерен — 11 січня 2017, Алст) — бельгійський футболіст, що грав на позиції нападника. Старший брат Лео ван дер Ельста, також гравця бельгійської футбольної збірної.

## Клубна кар'єра
Вихованець футбольної школи клубу «Мазензеле».
У 1969 році перейшов до футбольної академії «Андерлехта», а 1972 року дебютував в іграх за основну команду цього клубу. Провів в «Андерлехті» вісім сезонів, взявши участь у 243 матчах чемпіонату і забивши в них 82 голи. За цей час двічі виборював титул чемпіона Бельгії. В сезоні 1976/77 Франсуа забив 21 м'яч в іграх чемпіонату, який його команда завершила на другому місці, і став таким чином найкращим бомбардиром розіграшу тогорічної бельгійської футбольної першості.
Проте «Андерлехт» 1970-х був насамперед «кубковою» командою — в її складі Франсуа чотири рази ставав володарем Кубка Бельгії, а в 1976 і 1978 роках допомагав тріумфувати в розіграшах Кубка Кубків УЄФА (при цьому 1977 року бельгійці також грали у фіналі, проте поступилися). У розіграші цього єврокубка 1978 року ван дер Ельст став найкращим бомбардиром турніру. Також в обох випадках переможець Кубка Кубків, «Андерлехт», виборював і Суперкубок УЄФА.
Згодом з 1980 по 1983 рік грав у США за «Нью-Йорк Космос» та в Англії у складі «Вест Гем Юнайтед». З нью-йоркською командою 1980 року перемагав у Північноамериканській футбольній лізі.
Завершив професійну ігрову кар'єру у клубі «Локерен», за команду якого виступав, повернувшись на батьківщину, протягом 1983—1986 років.

## Виступи за збірну
1973 року дебютував в офіційних матчах у складі національної збірної Бельгії. Протягом кар'єри у національній команді, яка тривала 11 років, провів у формі головної команди країни 44 матчі, забивши 14 голів.
У складі збірної був учасником чемпіонату Європи 1980 року в Італії, де разом з командою здобув «срібло», а також чемпіонату світу 1982 року в Іспанії.

## Титули і досягнення
| - Чемпіон Бельгії (2): «Андерлехт»: 1971–72, 1973–74 - Володар Кубка Бельгії (4): «Андерлехт»: 1971–72, 1972–73, 1974–75, 1975–76 - Володар Кубка бельгійської ліги (2): «Андерлехт»: 1973, 1974 - Переможець Північноамериканської футбольної ліги (1): «Нью-Йорк Космос»: 1980 - Володар Кубка Кубків УЄФА (2): «Андерлехт»: 1975–76, 1977–78 - Володар Суперкубка Європи (2): «Андерлехт»: 1976, 1978 - Віце-чемпіон Європи: 1980 | - Найкращий бомбардир Кубка Кубків УЄФА (1): 1977–78 - Найкращий бомбардир чемпіону Бельгії (1): 1976–77 |